# Tělovýchovná jednota Sparta ČKD Praha 1966-1967
Questa voce raccoglie le informazioni riguardanti il Tělovýchovná jednota Sparta ČKD Praha nelle competizioni ufficiali della stagione 1966-1967.

## Stagione
Lo Sparta Praga vince il campionato del 1967 raggiungendo la finale di coppa cecoslovacca poi persa contro lo Spartak Trnava (5-4 dopo i supplementari). Partecipa alla Coppa delle Fiere: partita dai sedicesimi di finale, lo Sparta viene estromesso dagli italiani del Bologna per 3-4 nel doppio confronto.

## Calciomercato
Rispetto all'annata precedente la formazione subisce dei cambiamenti: nel luglio del 1966 arrivano i giovani Jaroslav Barton e Josef Jurkanin e i più esperti Jan Tenner e František Chovanek.

## Rosa
| N. |                           | Ruolo | Calciatore         |
| -- | ------------------------- | ----- | ------------------ |
|    | Cecoslovacchia (bandiera) | P     | Antonin Kramerius  |
|    | Cecoslovacchia (bandiera) | D     | Václav Migas       |
|    | Cecoslovacchia (bandiera) | D     | Jan Tenner         |
|    | Cecoslovacchia (bandiera) | D     | František Chovanek |
|    | Cecoslovacchia (bandiera) | C     | Václav Vrana       |
|    | Cecoslovacchia (bandiera) | C     | Pavel Dyba         |
|    | Cecoslovacchia (bandiera) | C     | Andrej Kvašňák     |

| N. |                           | Ruolo | Calciatore      |
| -- | ------------------------- | ----- | --------------- |
|    | Cecoslovacchia (bandiera) | C     | Bohumil Veselý  |
|    | Cecoslovacchia (bandiera) | A     | Tomáš Pospíchal |
|    | Cecoslovacchia (bandiera) | A     | Václav Mašek    |
|    | Cecoslovacchia (bandiera) | A     | Ivan Mráz       |
|    | Cecoslovacchia (bandiera) | A     | Jaroslav Barton |
|    | Cecoslovacchia (bandiera) | A     | Josef Jurkanin  |